# Josef Miklós
Josef Miklós, född 1901 i Ungern, död 1990, var en ungersk-svensk målare. 
Miklós studerade vid Konsthögskolan i Budapest 1925 och vid Académie Julian i Paris 1929-1930 samt som stipendiatstudent vid Accademia Ungherese i Rom.Han var bosatt i Finland 1931-1944 och ställde där ut separat på Salon Strindberg 1937. Han ställde ut sin konst separat på Salon Mübarat i Budapest och han medverkade med sex verk på Biennalen i Venedig 1940. På grund av andra världskriget blir han fast utomlands och vid återresan till Finland söker han asyl i Sverige 1944. I Sverige ställde han ut separat på bland annat Galleri S:t Göran och Draken i Stockholm 1977. Bland hans offentliga arbeten märks en 15 kvadratmeter stor väggmålning i oljetempera vid Spånga gravkapell och en 9 kvadratmeter stor mosaik i Färentuna kommunhus. Miklós är representerad vid Nationalgalleriet i Budapest.